# 第七書簡
『第七書簡』（だいななしょかん、希: Ἐπιστολή ζ'、羅: Epistula VII、英: Epistle VII, Seventh Epistle, Seventh Letter）は、プラトンの『書簡集』中の書簡の1つ。
『書簡集』全体の半分以上を占める程の文量の多さ、歴史的・哲学的記述の豊富さ、また自叙伝のごときその内容から、対話篇以外における、プラトン個人に関する最も信頼できる文献資料とされ、プラトン研究の文献においては、とても頻繁に参照・引用される。

## 概要
この書簡自体は、紀元前352年、プラトンが75歳頃、シケリア島シュラクサイのディオン死亡後のディオン一派からの協力依頼に対する返信であり、ディオンの遺志と、「法律に服する以外に内紛解決の道は無い」ことを、彼ら（例えば、ディオンの甥であり当時20歳頃のヒッパリノス2世等）に忠告し、鼓舞・激励する体裁になっている。
そのことを理解してもらうために、プラトン自身の生い立ちから、ディオンとの出会い、一連のシュラクサイにおける紛争の経緯を説明している。
また、末尾では、時間を遡って、プラトンの3回目のシラクサ訪問に対する疑問を解消するために、その経緯をかなりの文量を以て説明している。

## 内容
主な内容は以下の通り。

### 導入

#### 協力要請に対する回答
まず、ディオン一派の協力要請に対して、彼らの見解・意欲が故人ディオンのものと同じであれば協力するが、そうでなければ考えさせてもらうと述べる。

#### 故ディオンの意志
続いて、その故人ディオンの意図・意欲について、述べ始める。第一回シケリア旅行でシュラクサイに訪れた際（紀元前387年頃）、自分が40歳、ディオンが21歳頃出会ったが、その頃から、彼は「シュラクサイの市民は、最良の法によって治めされつつ、解放されていなければならない」という見解を持ち、それを生涯守り抜いたと述べる。
そうした見解が出てきた経緯・背景を理解してもらうべく、プラトンは自分自身の生い立ちも含め、これまでの経緯を述べ始める。

### 回想

#### 回顧1 ― 三十人政権に対する期待と失望
自分も若かった頃、やがては国家の公共活動へ向かおうと熱意を持った若者だった。当時の国家体制は非難の的だったが、やがて体制変革が起き、三十人政権が成立した（紀元前404年）。そこには自分の親類（すなわち、叔父であるカルミデスと、母の従兄弟クリティアス）も関わっており、若かった自分は興奮し、期待を抱いた。
ところが、短期間のうちにその幻想は砕けた。特に、彼らが自分の慕うソクラテスを、死刑のための強制連行へと差し向けようとしたことに失望した。他にも似たような事件を目の当たりにして、自分は身を引いた。

#### 回顧2 ― 民主政・現実国家に対する期待と失望、哲人王思想へ
やがて三十人政権は崩壊し、自分も次第に政治活動への意欲を取り戻した。民主派トラシュブロスらの政権（紀元前403年）は、穏健なものだった。しかし今度も、一部の権力者がソクラテスを死刑に追いやってしまった（紀元前399年）。
そうした事件や、国政に関わる者達を観察し、法律・慣習に立ち入って考察すればするほど、国事を正しく司ることが困難に思えてきた。味方・同志が必要とも感じた。
また、成文法律、不文風習も荒廃の一途を辿るばかりであり、始めは公共活動への意欲で胸いっぱいだったものの、法習が支離滅裂に引き回されるのを見て、眩暈がした。したがって、それらばかりでなく、国制全体をどうすれば改善できるかも、考察はし続けたものの、実際行動は控えている他なかった。
また、現今の様々な国家を見て、全て一つ残らず悪政が行われていることを認識し、もはや哲学者が国家元首になるか、国家権力者を哲学者にするか、どちらかでなければ人類が禍から逃れることはできないと思うようになった（哲人王思想）。

#### 回顧3 ― 第一回シケリア旅行とディオン
そうした思いを抱えつつ、（40歳頃）第一回目のイタリア・シケリア旅行（紀元前388年-紀元前387年）へ行った。しかし、イタリア風・シュラクサイ風料理の盛りだくさんを日に2回食べ、夜は決して1人で寝ない（常に性的パートナーと共に寝る）といった類の彼らの暮らしぶりを見て、落胆した。こうした習俗からは、思慮深い、節度を持った、徳を備えた人物は（すなわち哲人王は）決して生まれ得ないから。
そうした中、青年ディオンと交際するようになり、彼に自分の思想・哲学を教え、実行せよと勧めた。それが図らずも、一連のシュラクサイにおける事件の発端となった。
哲学に馴致されたディオンは、他のイタリア人・シケリア人とは違った生き方を願うようになり、周囲にも警戒されるようになっていった。

#### 回顧4 ― 第二回シケリア旅行とディオニュシオス2世
やがて僭主ディオニュシオス1世が死に（紀元前367年）、ディオニュシオス2世が即位する。（当時42歳頃の）ディオンは、かつての自分のように、ディオニュシオス2世も哲学によって馴致されれば善政が行われるようになるのではないかと期待し、ディオニュシオス2世を説得して自身（プラトン）を招請させた。ディオンは自分の勢力や、親類としてのディオニュシオス2世との関係、彼自身の哲学への意欲を含め、その時がまさに千載一遇のチャンスだと考えていた。
自身（プラトン）はその熱心さに動かされ、2回目のシケリア旅行へ向かった（紀元前367年-紀元前366年）。しかし、いざ着いてみると、ディオニュシオス2世の周囲は、派閥争いやディオンへの中傷で満たされていた。自身（プラトン）は必死に弁護したが、4ヶ月後、ディオンは追放されてしまった。更に自身（プラトン）も、共謀者として風評を流された。ディオニュシオス2世は、体裁をつくろい、自身（プラトン）に残留を求めつつ、城壁内で軟禁状態に置いた。
ディオニュシオス2世は、自身（プラトン）に徐々に愛着を寄せるようになったが、中傷屋の口入れで哲学の道へは踏み込んで来なかった。
自身（プラトン）とディオンは、ディオニュシオス2世に、
1. できる限り自らに克ち、信頼の置ける友達・仲間を獲得すること （成功例としてペルシア王ダレイオス、失敗例としてディオニュシオス1世）
2. 同年輩の者達から友人・協力者を、自分自身のためにも獲得すること

を助言していたが、ディオニュシオス2世に反逆を企んでいるという風評によって、ディオンは追放されてしまった。

#### 回顧5 ― ディオンの死と、忠告
ディオンはペロポネソス及びアテナイから兵を挙げて、シュラクサイを解放した（紀元前357年）。ディオンはディオニュシオス2世の教育を望んでいたが、しかし、またしても僭主周辺の中傷屋による喧伝によって、ディオニュシオス2世及びシュラクサイ市民の間に、ディオンに対する反感情緒が形成されてしまった。そしてディオンの二人のアテナイ人従者が加担する形で、ディオンは殺されてしまった（紀元前353年）。
再度忠告。「国家は、専制者を仰ぎその下に従属するものであってはならず、法の下にこそ従属せねばならない」。この説得を、最初はディオンに、次にディオニュシオス2世に、そして3度目に今諸君に試みている。
また、シケリア風の生活を追い求めるような者を仲間にするべきではなく、それよりはむしろ外部の人間を援助者として招くべき。ギリシア人の中から、高齢者で、妻子を持ち、名家で、財産家の者を要請して迎え、法律の制定を委嘱する。そして、法律が制定されたら、勝者自ら法律に服してみせる。そうすれば、全てが安全と至福に満たされ、あらゆる災害からの脱出が可能になる。
もし、こうした「自ら法に服する」という意志がないのであれば、自身（プラトン）を協力者として招くべきではない。
実はこの方策は、ディオンも、（ディオニュシオス2世の善王への教育という第一策に次いで、）二番目の策として実行しようと試みていた。

#### 補足：回顧6 ― 第三回シケリア旅行と哲学
第三回シケリア旅行（紀元前361年-紀元前360年）についての経緯の説明。
軟禁状態におかれた第二回シケリア旅行時は、シュラクサイとカルタゴとの戦争に乗じて、平和回復後の再訪を約束しつつ帰国の合意をとりつけた（紀元前366年）。
平和が回復して後、ディオニュシオス2世及び、追放中のディオンの強い要請で、ディオニュシオス2世教育のため、再びシュラクサイへと向かった（紀元前361年）が、話に聞いていたディオニュシオス2世の哲学熱が、虚栄心に基づく半可通なものだと到着早々感づいた。
（ここで、哲学が何であるか、また、本物の哲学者の労苦・忍従について、そして、ディオニュシオス2世の「半可通」ぶりについての文量を割いた説明が続く。）
「全体の課題、その性質、その過程の問題、それに伴う労苦」などについて指摘してあげると、愛知者の気質を持った人間であれば、各自の仕事に従事しながらも、哲学に向けて、気を引き締め、心がけを持って、張り切って一日一日執心・精進していくが、愛知者としての気質を持ち合わせない人間は、手に負えないと精を出さなくなったり、問題の事柄は全て教わったと自分に言い聞かせて終わらせてしまう。このように、これは労苦を忍べる人間か否かを見極める明確な検証法となる。
ディオニュシオス2世に対しても、こうしたことを概要だけ論じたが、彼はまさに自分は既に何不足なく理解しているといった顔をしていたし、後に聞いたところによると、彼はその事柄について自分独自の解説書であるかのように書物を著したらしい。しかし、哲学の知識を持っていると称し、それを書物に書いたり書こうとしている人々は間違っている。それは他の学問のように言葉で語り得るものではないし、教える者と教えられる者が生活を共にしながら、問題の事柄を取り上げて数多く話し合いを重ねていく内に、「飛び火によって点ぜられた燈火」のように、学ぶ者の魂の内に生じ、それ自身がそれ自体を養い育てていくような性質のものだから。
こうしたことをあえて著述しようとする人達を反駁できるように、真理にかなった論拠を提示しておく。
「在るもの」各々についての「知識」を手に入れる場合、依拠しなければならないものが3つあり、当の「知識」はその次の4番目に来る。そして、知られる側の「真実在」は5番目に来る。
1. 「示し言葉」（オノマ、名詞、名辞）
2. 「定義」
3. 「模造」
4. 「知識」

例えば「円」に関しては、
1. 「エン」と発音した音声が、「示し言葉」（オノマ、名詞、名辞）であり、
2. 「末端から中心までの距離が、どの方向においても等しいもの」といった、「示し言葉」（オノマ、名詞、名辞）に「述べ言葉」（レーマ、述語）が充てられたものが、「定義」であり、
3. 「図に描かれたり消されたりする円」や「丸められてできたり壊されたりする球像」が、「模造」であり、
4. そうした音声や外的物体ではなく、魂の中にあるものとして、「知識」「知性」「真なる思いなし」がある（この中で真実在としての「円そのもの」に最も近いのは「知性」である）

これは直線、色、良いもの、美しいもの、正しいもの、火や水といった人工的なもの自然的なもの含む物体全般、全ての生物、諸々の魂にそなわる性格、成すこと成されること全般についても当てはまる。つまり、先の4つを何とかして把握しない限りは、5番目の真実在を直接把握する知に、到達できない。
しかも、その4つを把握したとしても、「言葉」は、個々の事柄が「何であるか」ではなく、「どのようなものであるか」を示すに過ぎない。したがって、心ある人ならば、自分自身の「知性」によって把握されたものを、「言葉」という脆弱な器に、ましてや「書かれたもの」という取り換えも効かぬ状態に、あえて盛り込もうとはしない。
再度おさらいすると、上記の4つはどれも、5番目のものとは異なるものであり、脆弱なもの。そして、「何であるか」ではなく「どのようなものであるか」を、言葉なり具体例なりで差し出すものでしかない。したがって、それは反駁されやすく、論駁を得意とする者であれば、その4つの脆弱さに漬け込んで操縦できてしまうもの。したがって、信頼できる関係性の中で、上記の4つを突き合わせ、好意に満ちた偏見も腹蔵もない吟味・反駁・問答が、一段一段、行きつ戻りつ行われることではじめて、個々の問題についての思慮と知性的認識が、人間に許される限りの力をみなぎらせて輝き出すし、優れた素質のある人の持つ「知」を、同じく優れた素質のある人の魂の中に生みつけることが、かろうじて可能になる。それが哲学（愛知）の営みであり、およそ真面目な人ならば、真面目に探求されるべき真実在そのものについて、書物を著すことはないし、彼の特に真剣な関心事は、魂の中の最も美しい領域（知性）に置かれているものである。
したがって、ディオニュシオス2世がもしそのような書物を書いたのであれば、自身（プラトン）が述べた事柄の真意を全く学んでいなかったことになる。そして、それは恥ずべき虚栄心によって行われたものに違いない。
事実、彼は教えを受けるにふさわしい人ではなかったし、自分（プラトン）も先のように一度は説いて聞かせたが、二度とそうしたことを話すことはなかった。彼がもし哲学による思慮や徳への心がけ、自由な精神の育成に充分意義があると思っていたならば、それらの事柄の権威ある指導者である自分（プラトン）に対して、（下述するように）あのように軽々しく侮辱したりしなかっただろう。
（こうして、元の話に戻る。）
1ヶ月ほど経ち、早々に立ち去ろうとするも、ディオニュシオス2世に逗留を要求され、断ると、時間稼ぎのため、「追放中のディオンへの一部資産提供と、三者間で合意が成立すればディオンの帰国を許す」といった条件の下に、一年留まることを提案された。熟考の結果、その提案を受け入れ、ディオンへ内容確認の手紙を出すよう求めた。そうして秋になり船が出なくなった頃になって、ディオニュシオス2世は一方的にディオンの資産を勝手な条件で処分してしまった。
1年経ち、ディオニュシオス2世の傭兵減給処分に伴う暴動が発生。首謀者とされたヘラクレイデスは逃亡。ディオニュシオス2世は、自身（プラトン）にディオンの処分済み財産を渡さないよう敵対関係を作るために、自身（プラトン）を城外へ追い出し、ヘラクレイデス一味として冷遇。自身（プラトン）はアルキュタスらに窮状の手紙を送ると、彼らは三〇梃櫓艇を寄越してくれた。ディオニュシオス2世も出国に同意し、ようやく出国。
オリュンピアでディオンに会い、これまでの経緯を説明すると、ディオンはディオニュシオス2世への報復を呼びかけ始める。自身（プラトン）は賛成せず、双方の仲裁を試みるもどちらも耳を傾けなかった。こうして後の災禍に至った。
ディオンの願望は、節度と志ある者なら誰でも抱くものであり、国制確立、優れた法律制定を志したものであったが、その瀬戸際で頓挫してしまった。ディオンは自分をつまずかせた連中が卑劣漢であることは気付いていたが、その連中の無知・卑劣さ・貪欲さが、いかに甚だしいものであるかにまでは思いが及ばなかった。

## 日本語訳
- 『プラトン全集14　エピノミス（法律後篇） 書簡集』 水野有庸・長坂公一訳、岩波書店、1975年、復刊2006年
- 『プラトン書簡集　哲学者から政治家へ』 山本光雄訳、角川文庫、新版1990年